# Markus Deibler
Markus Deibler (ur. 28 stycznia 1990 w Biberach an der Riß) – niemiecki pływak, trzykrotny mistrz Europy (basen 25 m).
Specjalizuje się w pływaniu stylem dowolnym i zmiennym. Największym jego sukcesem są złote medale w mistrzostwach Europy na basenie 25-metrowym w Eindhoven w 2010 roku w na dystansach 100 i 200 metrów zmiennym.
Startował w igrzyskach olimpijskich w Pekinie (2008) na dystansie 200 m stylem zmiennym, nie osiągając sukcesów. W Londynie w 2012 roku był dwukrotnie 6. w sztafetach 4 x 100 m stylem dowolnym i zmiennym, a także 8. na 200 m stylem zmiennym.
Jego brat Steffen jest pływakiem, wielokrotnym mistrzem Europy na basenie 25 m.